# Еджертон (Міссурі)
Еджертон (англ. Edgerton) — місто (англ. city) в США, в окрузі Платт штату Міссурі. Населення — 601 особа (2020).

## Географія
Еджертон розташований за координатами 39°30′8″ пн. ш. 94°37′44″ зх. д. / 39.50222° пн. ш. 94.62889° зх. д. (39.502186, -94.628993).  За даними Бюро перепису населення США в 2010 році місто мало площу 2,89 км², уся площа — суходіл.

## Демографія
Згідно з переписом 2010 року, у місті мешкало 546 осіб у 210 домогосподарствах у складі 161 родини. Густота населення становила 189 осіб/км².  Було 226 помешкань (78/км²).
Расовий склад населення:
| - 97,6 % — білих - 0,9 % — азіатів - 0,4 % — корінних американців - 0,2 % — чорних або афроамериканців |

До двох чи більше рас належало 0,9 %. Частка іспаномовних становила 0,9 % від усіх жителів.
За віковим діапазоном населення розподілялося таким чином: 24,5 % — особи молодші 18 років, 64,5 % — особи у віці 18—64 років, 11,0 % — особи у віці 65 років та старші. Медіана віку мешканця становила 40,2 року. На 100 осіб жіночої статі у місті припадало 96,4 чоловіків;  на 100 жінок у віці від 18 років та старших — 98,1 чоловіків також старших 18 років.
Середній дохід на одне домашнє господарство  становив 57 910 доларів США (медіана — 54 444), а середній дохід на одну сім'ю — 62 977 доларів (медіана — 62 875). За межею бідності перебувало 7,9 % осіб, у тому числі 8,0 % дітей у віці до 18 років та 6,9 % осіб у віці 65 років та старших.
Цивільне працевлаштоване населення становило 271 осіб. Основні галузі зайнятості: освіта, охорона здоров'я та соціальна допомога — 21,8 %, мистецтво, розваги та відпочинок — 11,8 %, транспорт — 11,1 %, науковці, спеціалісти, менеджери — 11,1 %.